# Alphonse Blanc
Pour les articles homonymes, voir Blanc (homonymie).
Alphonse Henri Auguste Blanc est né le 17 février 1853 à Angers (Maine-et-Loire), où il est décédé le 15 juin 1919. Il était négociant et ancien maire d'Angers.
Il est le fils d'Hyppolite Blanc, maître cordonnier et de Maria-Antonia Caffagi.
Alphonse Blanc était un négociant dans la vente des cuirs.
Alphonse Blanc fut nommé maire par intérim de la ville d'Angers le 11 août 1914 en remplacement du maire, Louis Barot, mobilisé sur le front, à la suite du déclenchement des hostilités de la Première Guerre mondiale. 
Alphonse Blanc assura ce mandat municipal jusqu'au 4 mai 1917, date à laquelle il abandonna ses fonctions de premier magistrat de la ville. Il fut aussitôt remplacé par Victor Bernier, comme maire par intérim, avant d'être lui-même élu en 1919.